# Johann Reinboth
Johann Reinboth (* 14. Februar 1609 in Altenburg; † 27. Juli 1673 in Schleswig) war ein deutscher evangelisch-lutherischer Geistlicher und Generalsuperintendent von Schleswig-Holstein-Gottorf.

## Leben
Johann Reinboth war ein Sohn des Altenburger Ratsherrn Cornad Reinboth. Er studierte Evangelische Theologie an den Universitäten Leipzig und Jena. In Jena wurde er am 3. Februar 1630 Magister. 1633 ging er für weitere Studien an die Universität Rostock und 1634 an die Universität Kopenhagen.
Im Anschluss unternahm er eine Studienreise, die ihn in die Niederlande und nach England führte. Anschließend kehrte er wieder nach Kopenhagen zurück.
Im Mai 1636 wurde er zum Hauptpastor an der Nikolaikirche in Flensburg gewählt. König Christian IV. ernannte ihn zugleich zum Propst der Propstei Flensburg. 1639 wurde er Schlossprediger und Propst in Hadersleben.
1643 berief ihn der König auf die theologische Professur an der Sorø Akademi; Reinboth lehnte diesen Ruf jedoch ab.
1645 ernannte ihn Herzog Friedrich III. von Schleswig-Holstein-Gottorf zum Oberhofprediger auf Schloss Gottorf, verbunden mit dem Amt des Generalsuperintendenten für den Gottorfer (Herzoglichen) Anteil an den Herzogtümern Schleswig und Holstein sowie dem Propstenamt für die Propsteien Gottorf und Husum. Im selben Jahr, am 29. Juli 1645, wurde er von der Rostocker theologischen Fakultät zum Dr. theol. promoviert.
In seiner Amtsführung galt er theologisch als milde. Er widersetzte sich aber der Aufnahme von Sozinianern in Friedrichstadt und dem Wirken des Jesuiten Jodocus Kedd. Die Mystikerin Antoinette Bourignon ließ er jedoch zunächst gewähren.
Bei der Einweihung der durch den Gottorfer Herzog Christian Albrecht gegründeten Universität Kiel am 3. Oktober 1664 hielt er in der Kieler Nikolaikirche die Festpredigt über Weish 6,27 . Ihre Druckfassung, die 1665 in Schleswig erschien, umfasst 50 Druckseiten.

## Werke
- Dispositiones textuum poenitentialium ex Hosea. 1645
- Commentarii in Hoseam pars prior in capita quarta prima. Schleswig 1655
- Außführlicher Beweiß/ Daß des Jesuiten Theod. Bercken oder Iod. Keddens Sonnen Statt/ die er der Kirchen/ Augspurgischer Confession, entgegen gesetzet hat/ Utopisch in H. Schrifft/ und in der heiligen Väter übereinstimmung in den ersten 400 Jahren/ Hingegen Die Kirche der Augspurgischen Confession in Gottes Wort und einhelligen Consens der H. Väter gegründet sey. 3 Bände Schleswig 1652–1658
- Inaugurations-Predigt/ Als Der Hochwürdigster/ Durchläuchtigster Fürst und Herr/ Herr Christian Albrecht/ Bischoff zu Lübeck/ Erbe zu Norwegen/ Hertzog zu Schleßwig und Holstein/ der Stormarn und Dithmarschen/ Graffe zu Oldenburg und Delmenhorst/ [et]c. in dero Stadt Kiel Die Universitet ließ einweihen / Gehalten Und ... in Druck geben Von Johanne Reinboth/ S.S. Theol. Doctore General-Superintendenten und Hoffpredigern. Schleswig: Holwein 1665 (Digitalisat)
- Ausführliche Lehre vom Kirchenregiment. Schleswig 1667